# Фолл-Ривер (Массачусетс)
Фолл-Ривер (англ. Fall River) — місто (англ. city) в США, в окрузі Бристоль штату Массачусетс. Населення — 94 000 осіб (2020). Розташоване уздовж східного берега затоки Наррагансетт у гирлі річки Тонтон.
У XIX-му столітті місто здобуло популярність, як головний центр текстильної промисловості США. Хоча з того часу ситуація в цій галузі змінилася, відображення цього факту досі можна знайти в культурі міста та його зовнішньому вигляді.

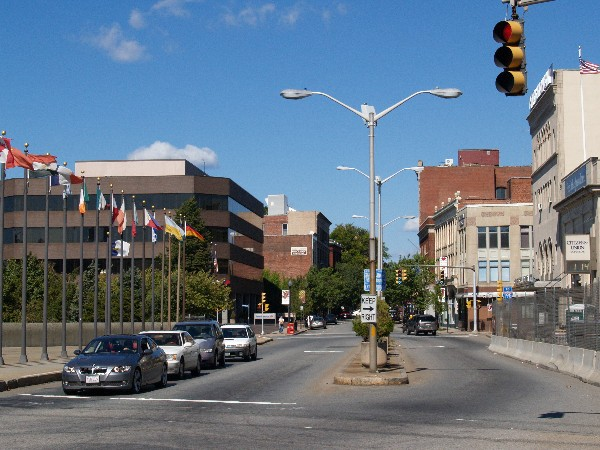
Центр Фолл-Ривера

## Географія
Фолл-Ривер розташований за координатами 41°43′31″ пн. ш. 71°5′39″ зх. д. / 41.72528° пн. ш. 71.09417° зх. д. (41.725351, -71.094162). За даними Бюро перепису населення США в 2010 році місто мало площу 104,24 км², з яких 85,81 км² — суходіл та 18,42 км² — водойми.

## Демографія
Згідно з переписом 2010 року, у місті мешкало 88 857 осіб у 38 457 домогосподарствах у складі 22 391 родини. Густота населення становила 852 особи/км². Було 42750 помешкань (410/км²).
Расовий склад населення:
| - 87,0 % — білих - 3,9 % — чорних або афроамериканців - 2,6 % — азіатів - 0,3 % — корінних американців - 3,4 % — осіб інших рас |

До двох чи більше рас належало 2,8 %. Частка іспаномовних становила 7,4 % від усіх жителів.
За віковим діапазоном населення розподілялося таким чином: 21,5 % — особи молодші 18 років, 63,4 % — особи у віці 18—64 років, 15,1 % — особи у віці 65 років та старші. Медіана віку мешканця становила 38,0 року. На 100 осіб жіночої статі у місті припадало 90,4 чоловіків; на 100 жінок у віці від 18 років та старших — 87,1 чоловіків також старших 18 років.
Середній дохід на одне домашнє господарство становив 48 013 долари США (медіана — 35 213), а середній дохід на одну сім'ю — 55 948 доларів (медіана — 44 023). Медіана доходів становила 42 567 доларів для чоловіків та 34 826 доларів для жінок. За межею бідності перебувало 23,2 % осіб, у тому числі 37,2 % дітей у віці до 18 років та 13,8 % осіб у віці 65 років та старших.
Цивільне працевлаштоване населення становило 37 481 особа. Основні галузі зайнятості: освіта, охорона здоров'я та соціальна допомога — 26,0 %, роздрібна торгівля — 14,1 %, виробництво — 13,3 %.

## Пам'ятки
У бухті міста на вічній стоянці розташований лінкор «Массачусетс» (BB-59), перетворений на корабель-музей.